# レクサス・LF-C2
レクサス・LF-C2（LEXUS LF-C2）は2014年に発表されたレクサスのコンセプトカーである。

## 概要
LF-C2は2014年のロサンゼルスモーターショーで発表された、レクサスが目指すエモーショナルなデザインをテーマにしたデザインスタディモデルで、光からインスピレーションを得ている。ボディタイプは２＋２シーターのオープンGTカーで、自然と一体となったドライビングが楽しめる。
エクステリアは見る角度や光の種類によって陰影が変化するフォルムで、ボディカラーにはプライマーの上にシルバー、クリアコート、イエロー、コーティングの順で層を成す、新規開発色のゴールドイエローを採用。陰影の変化を際立たせる。メッシュ形状のスピンドルグリルは、見る角度により異なる表情をする。また、５本スポークの20インチアルミホイールにより存在感を強調した。
インテリアは、リヤデッキを起点とした一体感ある構成となっており、タッチパッドを用いたリモートタッチを採用するなど、機能的かつシンプルなデザインとした。また、手に馴染むレザーステアリングと身体にフィットするシートにより、走りの楽しさをよりダイレクトに表現している。

## 参照
1. ↑   https://openers.jp/car/car_motor-show/797442
2. ↑   https://monoist.itmedia.co.jp/mn/articles/1411/20/news080.html
3. ↑   https://global.toyota/jp/detail/4217751